# Maurice Mahon (1er baron Hartland)
Pour les articles homonymes, voir Mahon.
Maurice Mahon, 1er baron Hartland (21 juin 1738 - 4 janvier 1819), est un homme politique et propriétaire terrien irlandais. Lui et ses fils représentent par intermittence le comté de Roscommon au Parlement d'Irlande et au Parlement du Royaume-Uni. Il transforme son soutien à l'Union de Grande-Bretagne et d'Irlande en pairie, mais est frustré dans son désir ultérieur de devenir vicomte.

## Biographie
Mahon est le fils de Thomas Mahon et de Jane, fille de Maurice Crosbie (1er baron Brandon) et d'Elizabeth Fitzmaurice. Il est né à Strokestown. Le 17 juin 1765, il épouse Catherine (décédée en mars 1834), fille de Stephen Moore (1er vicomte Mount Cashell) et d'Alicia Colville. Ils ont trois fils : Thomas (1766-1835), Stephen (1768-1828) et Maurice (1772-1845).
Le père de Maurice, Thomas, meurt en 1782 et Maurice hérite du domaine Strokestown de la famille. Les Mahons sont l'une des nombreuses familles ayant une influence électorale importante de Roscommon, et Maurice succède à son père en tant que l'un des représentants du comté de Roscommon au Parlement irlandais. Cependant, il perd le siège au profit d'Arthur French, de French Park, en 1783.
Mahon est impatient d'être créé pair, et la corruption généralisée précédant l'Union lui fournit une occasion. Lorsque le vicomte Kingsborough succède à son père en tant que comte de Kingston en 1799 et déclenche une élection partielle pour le comté de Roscommon, Mahon voit une chance. Le candidat préféré de la famille King, Robert King (1er vicomte Lorton) s'oppose à l'Union et Mahon obtient le soutien de l'administration en leur promettant un vote pro-Union. Avec leur aide, Mahon obtient le soutien des intérêts catholiques et indépendants du comté pour son fils aîné Thomas, qui a récemment défendu Carlow lors de la rébellion de 1798. King démissionne avant le scrutin et Thomas prend le siège de Roscommon. Cependant, les électeurs de Roscommon sont implacablement anti-Union, et Thomas s'absente du Parlement plutôt que de voter pour ou contre l'Union. Maurice est contraint d'acheter un siège à Knocktopher pour son fils cadet Stephen afin de s'acquitter de ses obligations envers l'administration.
Le stratagème fonctionne : Stephen vote pour l'Union, et le 30 juillet 1800, Maurice est élevé à la pairie d'Irlande en tant que baron Hartland, de Strokestown dans le comté de Roscommon, en récompense de son soutien. L'administration souhaite toujours se concilier la puissante famille King, et sans leur soutien, Thomas ne se présente pas pour Roscommon aux élections de 1802. Aux élections de 1806, Hartland propose son fils cadet Stephen pour Roscommon, au prix de 1 696 £ 18 shillings en dépenses électorales; il fait bonne figure et les Kings cèdent sans scrutin, au grand dam de l'administration. Stephen continue à soutenir le gouvernement sur les instructions de Hartland, son objectif étant d'obtenir une nouvelle promotion au rang de vicomte dans la pairie irlandaise. Il n'y réussit pas, bien que Stephen ne soit entré dans l'opposition que peu de temps après la mort de son père. Hartland meurt le 4 janvier 1819, âgé de 80 ans, et est remplacé dans la baronnie par son fils, Thomas.